# Marte en la ficción

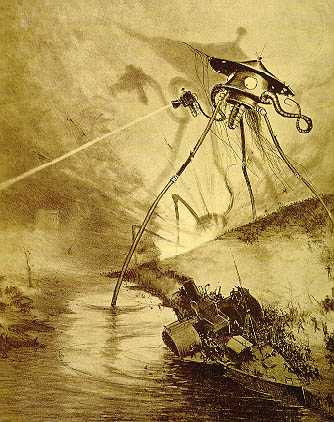
La Guerra de los Mundos, de H. G. Wells, que describe la invasión de la Tierra por los marcianos, es una de las obras más influyentes de la ciencia ficción

Marte, el cuarto planeta desde el Sol, ha aparecido como escenario en obras de ficción al menos desde mediados del siglo XVI. Los avances de la ciencia planetaria han influido en gran medida en la representación del planeta. Se convirtió en el objeto celeste más popular de la ficción a finales del siglo XIX, cuando quedó claro que no había vida en la Luna. El género predominante en aquella época era la ficción utópica. Por el mismo periodo, surgió la creencia errónea de que hay canales en Marte y se introdujo en la ficción, popularizada por las especulaciones de Percival Lowell de que una antigua civilización los había construido. The War of the Worlds, la novela de H. G. Wells sobre la invasión de la Tierra por siniestros marcianos, se publicó en 1897 y ejerció una gran influencia en el género de la ciencia ficción.
La vida en Marte apareció con frecuencia en la ficción a lo largo de la primera mitad del siglo XX. Aparte de ilustrados, como en las obras utópicas de principios de siglo o malvados, como en las obras inspiradas en Wells, los marcianos inteligentes y de aspecto humano empezaron a ser descritos como decadentes, una representación que popularizó Edgar Rice Burroughs en la serie Barsoom y que adoptó Leigh Brackett entre otros. Otras formas de vida más exóticas aparecieron en relatos como A Martian Odyssey, de Stanley G. Weinbaum.
El tema de la colonización de Marte sustituyó a las historias sobre los habitantes nativos del planeta en la segunda mitad del siglo XX, tras la aparición de pruebas de que el planeta era inhóspito para la vida, confirmadas finalmente por los datos de las sondas de exploración de Marte. Una minoría significativa de obras persistió en retratar Marte de una forma nostálgica que para entonces estaba científicamente desfasada, entre ellas The Martian Chronicles, de Ray Bradbury.
La terraformación de Marte para permitir la habitabilidad humana ha sido otro tema importante, especialmente en el último cuarto de siglo, siendo el ejemplo más destacado la Mars Trilogy de Kim Stanley Robinson. Las historias sobre la primera misión humana a Marte aparecieron a lo largo de la década de 1990 en respuesta a la Space Exploration Initiative y la exploración y el asentamiento en un futuro próximo se convirtieron en temas cada vez más comunes tras los lanzamientos de otras sondas de exploración de Marte en la segunda mitad de la década. En el año 2000, el especialista en ciencia ficción Gary Westfahl estimó que el número total de obras de ficción que trataban sobre Marte hasta ese momento superaba las cinco mil y desde entonces el planeta ha seguido apareciendo con frecuencia en diversos géneros y medios de comunicación. En cambio, las lunas de Marte (Fobos y Deimos) sólo han aparecido esporádicamente en la ficción.

## Primeras representaciones
Antes del siglo XIX, Marte no recibía mucha atención en la ficción como escenario principal, aunque sí aparecía en algunas historias que visitaban varios lugares del sistema solar. El primer recorrido ficticio por los planetas en la obra Itinerarium exstaticum de Athanasius Kircher de 1656, retrataba a Marte como un páramo volcánico. También apareció brevemente en la obra de 1686 Entretiens sur la pluralité des mondes, de Bernard Le Bovier de Fontenelle, pero se descartó en gran medida por carecer de interés debido a su presunta similitud con la Tierra. Marte es el hogar de espíritus en varias obras de mediados del siglo XVIII; en la obra anónima de 1755 A Voyage to the World in the Centre of the Earth, es un lugar celestial donde, entre otros, Alejandro Magno disfruta de una segunda vida. En la obra de 1758 De Telluribus in Mundo Nostro Solari, de Emanuel Swedenborg, el planeta estaba habitado por seres caracterizados por la honestidad y la virtud moral. En la novela de 1765 Voyage de Milord Céton dans les sept planètes, de Marie-Anne de Roumier-Robert, existían soldados reencarnados que deambulan por un paisaje devastado por la guerra. Más tarde apareció junto a los demás planetas a lo largo del siglo XIX. En la novela anónima A Fantastical Excursion into the Planets, publicada en 1839, el planeta estaba dividido entre los dioses romanos Marte y Vulcano. En la novela anónima de 1873 A Narrative of the Travels and Adventures of Paul Aermont among the Planets, Marte tenía una cultura bastante similar a la de la Tierra, a diferencia de los demás planetas. En la novela de 1883 Aleriel, or A Voyage to Other Worlds, de W. S. Lach-Szyrma, un visitante de Venus relata a los terrícolas los pormenores de la sociedad marciana. La primera obra de ciencia ficción ambientada principalmente en Marte fue la novela de 1880 Across the Zodiac, de Percy Greg.
Marte se convirtió en el lugar extraterrestre más popular de la ficción a finales del siglo XIX, cuando quedó claro que la Luna carecía de vida. Un tema recurrente en esta época fue el de la reencarnación en Marte, reflejo de un auge del interés por lo paranormal en general y en relación con Marte en particular. Los humanos renacen en Marte en la novela de 1889 Uranie de Camille Flammarion como una forma de vida después de la muerte, la novela de 1896 Daybreak: The Story of an Old World, de James Cowan, muestra a Jesús reencarnado allí, y el protagonista de la novela de 1903 The Certainty of a Future Life in Mars, de Louis Pope Gratacap, recibe un mensaje en código Morse de su difunto padre en Marte. Otros fenómenos sobrenaturales son la telepatía en A través del Zodíaco, de Greg, y la precognición en el relato corto de 1886 The Blindman's World, de Edward Bellamy.
En esta época se introdujeron varios tropos recurrentes. Uno de ellos es el de Marte con un nombre local diferente, como Glintan en la novela de 1889 Mr. Stranger's Sealed Packet de Hugh MacColl, Oron en la novela de 1892 Messages from Mars, By Aid of the Telescope Plant de Robert D. Braine, y Barsoom en la novela de 1912 A Princess of Mars de Edgar Rice Burroughs. Esto continuó en obras posteriores como la novela de 1938 Out of the Silent Planet, de C. S. Lewis, en donde llamó al planeta Malacandra. Varios relatos describen también a marcianos que hablan lenguas terrestres, con explicaciones más o menos absurdas. En la novela de 1899 Pharaoh's Broker, de Ellsworth Douglass, donde los marcianos hablaban hebreo porque Marte atraviesa las mismas fases históricas que la Tierra con un retraso de unos miles de años, que en este caso corresponden al cautiverio de los israelitas en el Egipto bíblico. En la novela de 1901 A Honeymoon in Space, de George Griffith, hablan inglés porque lo reconocen como el idioma "más conveniente" de todos. En la novela de 1920 A Trip to Mars, de Marcianus Rossi, los marcianos hablan latín porque se lo enseñó un romano que fue arrojado al espacio por la erupción del Vesubio en el año 79. Los marcianos fueron descritos a menudo dentro de una jerarquía racial: la novela de 1894 Journey to Mars, de Gustavus W. Pope, presenta marcianos con diferentes colores de piel (rojo, azul y amarillo) sujetos a estrictas leyes contra el mestizaje y en Un Viaje a Marte, de Rossi, se describe a una parte de la población marciana como "nuestra raza inferior, igual que sus negros terrestres", y en la serie Barsoom, de Burroughs, hay marcianos rojos, verdes, amarillos, negros y una raza blanca (responsable de la anterior civilización avanzada de Marte) que se ha extinguido.

### Medios de transporte
La cuestión de cómo llegarían los humanos a Marte se abordó de varias maneras: si no viajaban en una nave espacial, como en la novela de 1911 To Mars via the Moon: An Astronomical Story, de Mark Wicks, podrían utilizar una alfombra voladora, como en la novela de 1905 Lieut. Gullivar Jones: His Vacation de Edwin Lester Arnold, un globo aerostático como en Relato de los Viajes y Aventuras de Paul Aermont Entre los Planetas, o un "aeroplano" como en la novela de 1893 Unveiling a Parallel: A Romance de Alice Ilgenfritz Jones y Ella Robinson Merchant (que también escribieron en conjunto Two Women of the West. También pueden visitarnos en sueños, como en la obra de teatro de 1899 A Message from Mars, de Richard Ganthony, teletransportarse mediante proyección astral, como en Una princesa de Marte, de Burroughs, o utilizar un dispositivo de comunicación de largo alcance mientras permanecen en la Tierra, como en Mensajes desde Marte, con Ayuda de la Planta Telescópica, de Braine, y en la novela de 1894 W nieznane światy, del escritor polaco de ciencia ficción Władysław Umiński. La antigravedad se emplea en varias obras, como A través del Zodíaco, de Greg, El Paquete Sellado del Sr. Extraño, de MacColl, y la novela de 1890 A Plunge into Space, de Robert Cromie. En ocasiones, no se aborda en absoluto el método de transporte. Algunos relatos adoptan el enfoque opuesto, es decir, que los marcianos vengan a la Tierra; algunos ejemplos son la novela de 1891 The Man from Mars: His Morals, Politics and Religion, de Thomas Blot (seudónimo de William Simpson) y la novela de 1893 A Cityless and Countryless World, de Henry Olerich.

### Canales
Una clemente zona crepuscular en un Mercurio en rotación sincrónica, un Venus pantanoso y selvático, y un Marte infestado de canales, si bien son todos clásicos de la ciencia-ficción, se basan, de hecho, en malentendidos anteriores de los científicos planetarios.
—Carl Sagan, 1978

Durante la oposición de Marte en 1877, el astrónomo italiano Giovanni Schiaparelli anunció el descubrimiento de estructuras lineales en la superficie marciana que denominó canali (traducido ampliamente como canales). Éstas fueron interpretadas generalmente, por quienes aceptaban su controvertida existencia, como vías fluviales, e hicieron su primera aparición en la ficción en la novela Politics and Life in Mars, publicada anónimamente en 1883, donde los marcianos viven en el agua. Las observaciones de Schiaparelli, y tal vez la traducción de canali como "canales", inspiraron a Percival Lowell a especular que se trataba de construcciones artificiales y a escribir una serie de libros de no ficción, Marte en 1895, Mars and Its Canals en 1906 y Mars as the Abode of Life en 1908, popularizando la idea. Lowell postuló que Marte había albergado una civilización marciana antigua y avanzada, pero moribunda o ya muerta, que había construido estos vastos canales de irrigación para sobrevivir en un planeta cada vez más árido, y esto se convirtió en una visión perdurable de Marte que influyó en escritores de varias décadas. El especialista en ciencia ficción Gary Westfahl, basándose en el catálogo de las primeras obras de ciencia ficción recopilado por E. F. Bleiler y Richard Bleiler en las obras de referencia Science-Fiction: The Early Years de 1990 y Science-Fiction: The Gernsback Years de 1998, concluye que Lowell "marcó los límites de la narrativa posterior sobre un Marte habitado".
Los canales se convirtieron en una característica de las representaciones románticas de Marte, como la serie Barsoom de Burroughs. Las primeras obras que no representaban ningún curso de agua en Marte solían explicar la aparición de líneas rectas en la superficie de alguna otra forma, como simunes o grandes extensiones de vegetación. Aunque cayeron rápidamente en desgracia como teoría científica seria, en gran parte debido a que las observaciones telescópicas de mayor calidad realizadas por astrónomos como E. M. Antoniadi no lograron detectarlos, los canales siguieron apareciendo esporádicamente en la ficción durante un tiempo en obras como la novela de 1936 Planet Plane de John Wyndham, la novela de 1938 Más allá del Planeta Silencioso de C. S. Lewis y la novela de 1949 Red Planet de Robert A. Heinlein. Lewis respondió a las críticas del biólogo J. B. S. Haldane: "Los canales de Marte no están ahí porque yo crea en ellos, sino porque forman parte de la tradición popular". Finalmente, el sobrevuelo de Marte por el Mariner 4 en 1965 determinó de forma concluyente que los canales eran meras ilusiones ópticas.

### Utopías

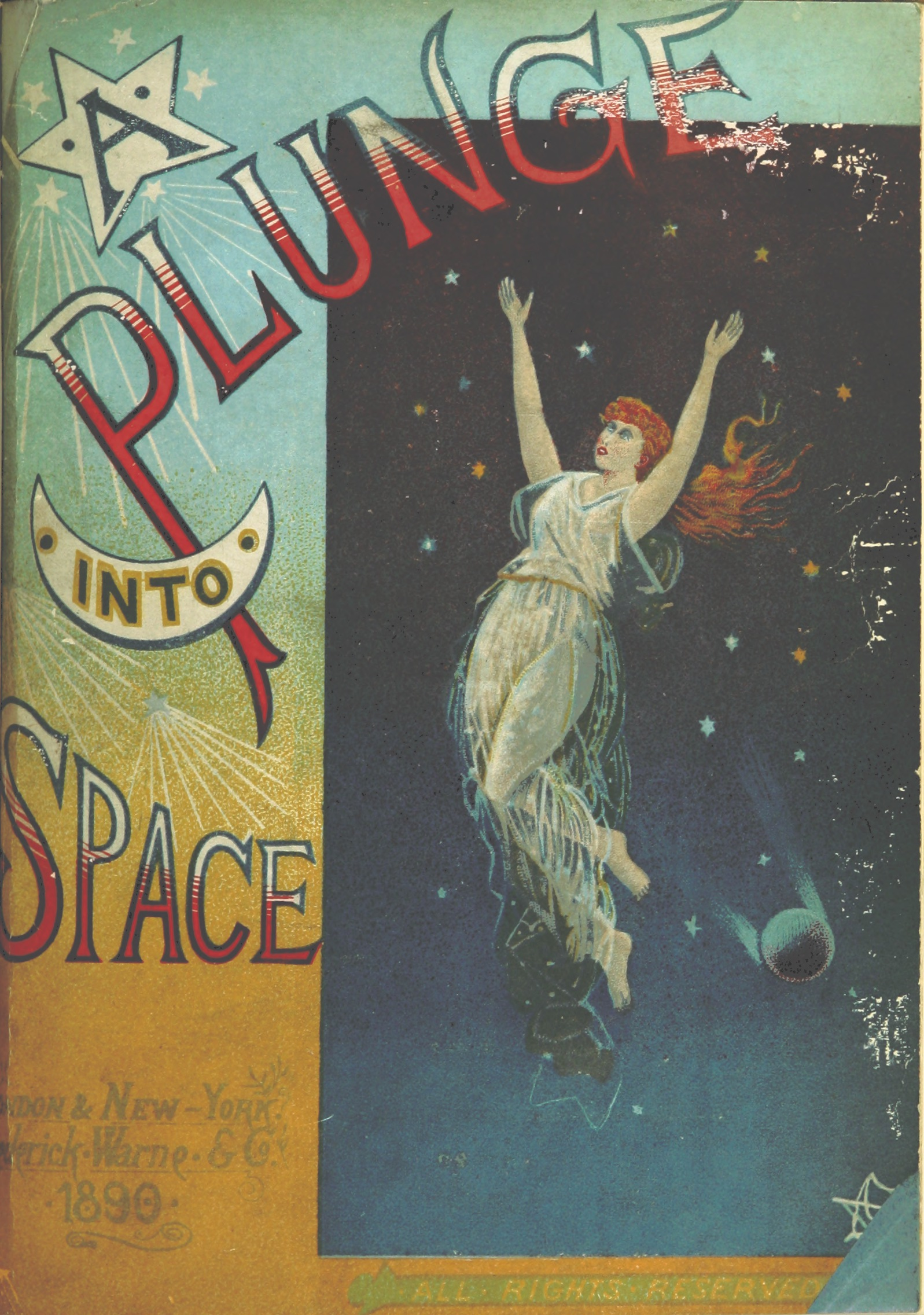
Un Viaje al Espacio, ficción utópica de 1890 ambientada en Marte.

Debido a que las primeras versiones de la hipótesis nebular de la formación del sistema solar sostenían que los planetas se formaron secuencialmente empezando por los planetas más alejados, algunos autores imaginaron Marte como un mundo más antiguo y maduro que la Tierra y se convirtió en el escenario de muchas obras de ficción utópicas. Este género constituyó la mayoría de las historias sobre Marte a finales del siglo XIX y continuó representándose hasta principios del siglo XX. La primera de estas obras fue la novela de 1880 A través del Zodíaco, de Percy Greg. La novela de 1887 Bellona’s Husband: A Romance, de William James Roe, describe una sociedad marciana en la que todo el mundo envejece hacia atrás. La novela de 1890 A Plunge into Space, de Robert Cromie, describe una sociedad tan avanzada que la vida allí se ha vuelto aburrida y, como resultado, los humanos que la visitan sucumben al aburrimiento y se marchan antes de lo previsto, con la aprobación de los marcianos, que han llegado a considerarlos una influencia corruptora. Messages from Mars, By Aid of the Telescope Plant, de Robert D. Braine, de 1892, es inusual por retratar una utopía marciana completamente rural y sin ciudades. Una de las primeras obras de ciencia ficción feminista, la novela de Jones y Merchant de 1893, Unveiling a Parallel: A Romance, de Jones y Merchant, presenta a un hombre de la Tierra que visita dos sociedades igualitarias en Marte: una en la que las mujeres han adoptado los vicios masculinos y otra en la que la igualdad ha sacado a relucir las mejores cualidades de cada uno. La novela de 1897 Auf zwei Planeten, del pionero alemán de la ciencia ficción Kurd Lasswitz, contrasta una sociedad utópica en Marte con las acciones colonialistas de esa sociedad en la Tierra. El libro se tradujo a varios idiomas y fue muy influyente en Europa continental, incluso inspiró al científico de cohetes Wernher von Braun, pero no recibió una traducción al inglés hasta la década de 1970, lo que limitó su impacto en la anglosfera. La novela de 1910 The Man from Mars, Or Service for Service's Sake, de Henry Wallace Dowding, describe una civilización en Marte basada en una variante del cristianismo en la que la mujer fue creada primero, en contraste con el relato convencional de la creación del Génesis. Hugo Gernsback describió una utopía basada en la ciencia en Marte en el serial de 1915-1917 Baron Münchhausen's New Scientific Adventures, pero, en general, la Primera Guerra Mundial supuso el fin de la ficción marciana utópica.
En la ciencia ficción rusa, Marte se convirtió en escenario de utopías y revoluciones socialistas. La novela de 1908 Krasnaya zvezda, de Alexander Bogdanov, es el principal ejemplo de ello e inspiró muchas otras. Krasnaya zvezda retrata una sociedad socialista en Marte desde la perspectiva de un bolchevique ruso invitado allí, donde la lucha entre clases ha sido sustituida por una lucha común contra la dureza de la naturaleza. La precuela de 1913 Engineer Menni, también de Bogdánov, está ambientada varios siglos antes y sirve como historia de origen de la sociedad marciana al detallar los acontecimientos de la revolución que la originó. Otro ejemplo destacado es la novela de 1922 Aelita, de Alekséi Nikoláievich Tolstói (junto con su adaptación cinematográfica de 1924, la primera película soviética de ciencia ficción), que adapta la historia de la Revolución Rusa de 1905 a la superficie marciana. Krasnaya zvezda y Aelita son en cierto modo opuestas. Krasnaya zvezda, escrita entre el fracaso de la revolución de 1905 y el éxito de la revolución rusa de 1917, ve Marte como una utopía socialista de la que la Tierra puede aprender, mientras que en Aelita la revolución socialista se exporta de la Rusia soviética a Marte. Estrella Roja representa una utopía en Marte, en contraste con la distopía que se encuentra inicialmente en Marte en Aelita, aunque ambas son tecnocracias. Krasnaya zvezda es una obra sincera e idealista de la ficción utópica tradicional, mientras que Aelita es una parodia.

### La Guerra de los Mundos
La novela de 1897 La Guerra de los Mundos, de H. G. Wells, que describe una invasión alienígena de la Tierra por marcianos en busca de recursos, representó un punto de inflexión en la ficción marciana. En lugar de ser retratados como esencialmente humanos, los marcianos de Wells tienen una apariencia completamente inhumana y no se puede comunicar con ellos. En lugar de ser criaturas nobles a las que emular, los marcianos matan y explotan desapasionadamente a los terrícolas como si fueran ganado, una crítica al colonialismo británico contemporáneo en general y a sus devastadores efectos sobre los aborígenes de Tasmania en particular. La novela marcó la pauta para la mayoría de las representaciones de Marte en la ciencia ficción en las décadas siguientes, al retratar a los marcianos como malévolos y a Marte como un mundo moribundo. Más allá de la ficción marciana, la novela tuvo una gran influencia en el género de la ciencia ficción en general, e inspiró al científico de cohetes Robert H. Goddard. Según el ensayista de ciencia ficción Bud Webster, "es imposible exagerar la importancia de La Guerra de los Mundos y la influencia que ha tenido a lo largo de los años".

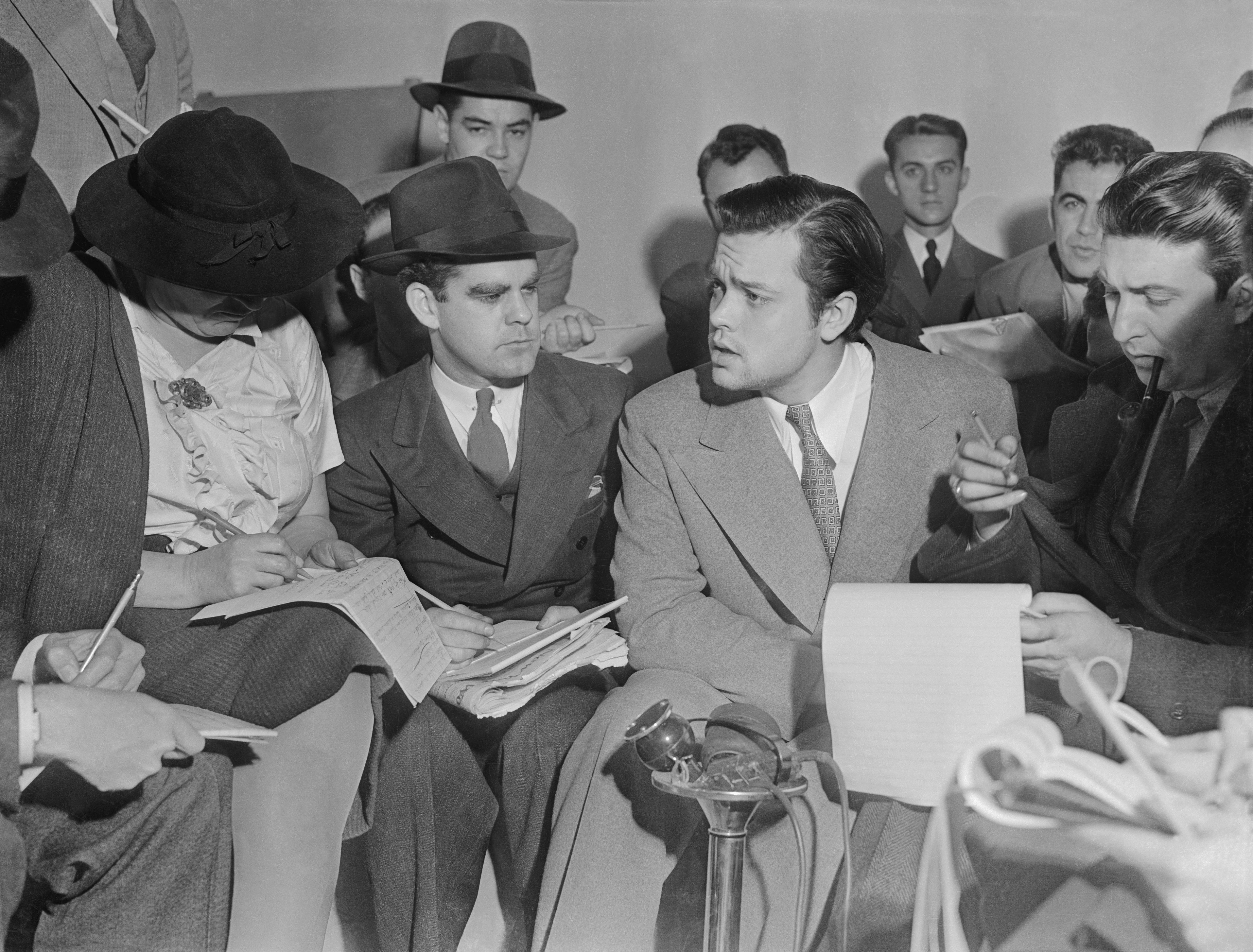
Orson Welles entrevistado por periodistas después de que su adaptación radiofónica de La Guerra de los Mundos de 1938 causara pánico.

En 1898 se publicó una secuela no autorizada, Edison's Conquest of Mars, de Garrett P. Serviss, así como una parodia de Charles L. Graves y E. V. Lucas titulada The War of the Wenuses. La historia de Wells adquirió mayor notoriedad en 1938, cuando una adaptación radiofónica de Orson Welles al estilo de un noticiario fue confundida con un noticiario real por algunos oyentes en Estados Unidos, lo que provocó el pánico; menos famosa, una emisión de 1949 en Quito, Ecuador, también provocó disturbios. Desde entonces se han escrito varias secuelas y adaptaciones de otros autores, como la historia del cómic de Superman de 1950 Black Magic on Mars, de Alvin Schwartz y Wayne Boring, en la que Orson Welles intenta advertir a la Tierra de una inminente invasión marciana, pero es desestimado, la novela de 1968 The Second Invasion from Mars, de los escritores soviéticos de ciencia ficción Arkadi y Borís Strugatsky, en la que los marcianos renuncian a la conquista militar en favor de la infiltración, la novela de 1975 Sherlock Holmes's War of the Worlds, de Manly Wade Wellman y Wade Wellman, y la novela de 1976 The Second War of the Worlds, de George H. Smith, que combinan la historia de Wells con los personajes de Sherlock Holmes de Arthur Conan Doyle, la novela de 1976 The Space Machine de Christopher Priest, que combina la historia de La Guerra de los Mundos con la de la novela de Wells de 1895 The Time Machine, el relato corto de 2002 "Ulla, Ulla", de Eric Brown, que replantea la invasión como una huida desesperada de una raza pacífica de un mundo moribundo, y la novela de 2005 The Martian War, de Kevin J. Anderson, en la que el propio Wells viaja a Marte. Anderson, en la que el propio Wells viaja a Marte e instiga la rebelión de los esclavos. La novela secuela autorizada de 2017 The Massacre of Mankind, de Stephen Baxter, está ambientada en 1920 en una línea temporal alternativa en la que los acontecimientos de la novela original provocaron que la Primera Guerra Mundial nunca llegara a producirse al hacer que Gran Bretaña se volviera belicista y aislacionista y los marcianos atacan de nuevo tras inocularse contra los microbios que fueron su perdición la primera vez.

## Vida en Marte
El término "marcianos" se refiere normalmente a los habitantes de Marte que son similares a los humanos en cuanto a poseer cosas como el lenguaje y la civilización, aunque también se utiliza ocasionalmente para referirse a los extraterrestres en general. Estos habitantes de Marte han sido representados en diversas ocasiones como iluminados, malvados y decadentes; en consonancia con la concepción de Marte como una civilización más antigua que la Tierra, Westfahl se refiere a ellos como "buenos padres", "malos padres" y "padres dependientes", respectivamente.
Los marcianos también han sido equiparados a los humanos de diferentes maneras. Los humanos se revelan como descendientes de los marcianos en varias historias, incluyendo el relato corto de 1954 Survey Team de Philip K. Dick. A la inversa, los marcianos son los descendientes de los humanos de la Tierra en algunas obras como la novela de 1889 Mr. Stranger's Sealed Packet de Hugh MacColl, donde un acercamiento entre Marte y la Tierra en el pasado permitió a algunos humanos llegar a Marte, y Aelita de Tolstoi donde descienden de habitantes de la civilización perdida de la Atlántida. Los colonos humanos adoptan la nueva identidad de marcianos en el relato corto de 1946 The Million Year Picnic, de Ray Bradbury (posteriormente incluido en la novela fix-up de 1950 Crónicas Marcianas) y este tema de "convertirse en marcianos" se convirtió en un motivo recurrente en la ficción marciana de finales de siglo.

### Iluminados

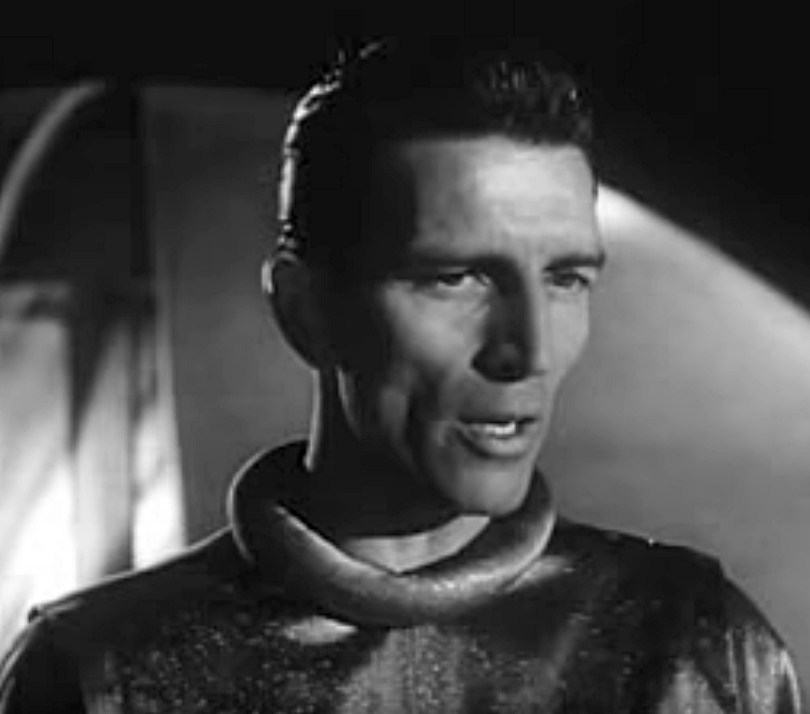
Klaatu, el marciano que visita la Tierra en la película de 1951 El Día que la Tierra se Detuvo

La representación de los marcianos como superiores a los terrícolas apareció en toda la ficción utópica de finales del siglo XIX. El tratamiento en profundidad de los matices del concepto fue iniciado por Kurd Lasswitz con la novela de 1897 Dos Planetas, en la que los marcianos visitan la Tierra para compartir sus conocimientos más avanzados con los humanos y acaban actuando gradualmente como potencia colonial ocupante. El hecho de que los marcianos compartan su sabiduría o conocimientos con los humanos es un elemento recurrente en estas historias y algunas obras como la novela de 1952 David Starr, Space Ranger, de Isaac Asimov, muestran a marcianos compartiendo su avanzada tecnología con los habitantes de la Tierra. Varias representaciones de marcianos iluminados tienen una dimensión religiosa: en la novela de 1938 Out of the Silent Planet de C. S. Lewis, los marcianos son representados como seres cristianos libres del pecado original, el marciano Klaatu que visita la Tierra en la película de 1951 The Day the Earth Stood Still es una figura de Cristo, y la novela de 1961 Stranger in a Strange Land de Robert A. Heinlein gira en torno a un humano criado por marcianos que trae a la Tierra una religión basada en sus ideales como profeta. Heinlein gira en torno a un humano criado por marcianos que trae a la Tierra una religión basada en sus ideales como profeta. En los cómics, el superhéroe Detective Marciano apareció por primera vez en 1955. En la novela de 1956 No Man Friday, de Rex Gordon, un astronauta varado en Marte se encuentra con marcianos pacifistas y se siente obligado a omitir la historia bélica de la humanidad para que no piensen que los humanos son criaturas salvajes parecidas a caníbales. En televisión, la comedia de situación My Favorite Martian, de 1963-1966, adaptada posteriormente a la animación infantil en 1973 y al cine en 1999, presentaba a un marciano de forma cómica; las series antológicas de ciencia ficción contemporáneas The Twilight Zone y The Outer Limits también presentaban ocasionalmente a personajes marcianos, como en Mr. Dingle, the Strong, donde se sienten decepcionados por la falta de altruismo de los humanos, y "experimento controlado", donde el asesinato es un concepto extraño para ellos.

### Malvados
Existe una larga tradición de representar a los marcianos como seres belicosos, tal vez inspirada por la asociación del planeta con el dios romano de la guerra. La representación seminal de los marcianos como criaturas malignas fue la novela de 1897 La Guerra de los Mundos, de H. G. Wells, en la que los marcianos atacan la Tierra. Esta caracterización dominó la era pulp de la ciencia ficción, apareciendo en obras como el cuento de 1928 The Menace of Mars, de Clare Winger Harris, el cuento de 1931 Monsters of Mars, de Edmond Hamilton, y el cuento de 1935 Mars Colonizes, de Miles J. Breuer. Rápidamente se consideró un cliché e inspiró una especie de contramovimiento que presentaba a los marcianos como mansos en obras como el cuento de 1933 The Forgotten Man of Space, de P. Schuyler Miller y el cuento de 1934 Old Faithful, de Raymond Z. Gallun. La novela de 1946 The Man from Mars, del escritor polaco de ciencia ficción Stanisław Lem, también presenta a un marciano maltratado por los humanos.
Fuera de los pulps, el tema de la invasión alienígena iniciado por Wells apareció en la novela de 1930 de Olaf Stapledon Last and First Men, con el matiz de que los marcianos invasores son microscópicos y viven en las nubes y ni los alienígenas ni los humanos reconocen a los demás como especies sensibles. En el cine, este tema ganó popularidad en 1953 con los estrenos de La Guerra de los Mundos e Invaders from Mars; películas posteriores sobre invasiones marcianas de la Tierra incluyen la película de 1954 Devil Girl from Mars, la película de 1962 The Day Mars Invaded Earth, un remake de 1986 de Invasores de Marte y tres adaptaciones diferentes de La Guerra de los Mundos en 2005. Los marcianos que atacan a los humanos que llegan a Marte aparecen en el relato corto de 1948 Mars is Heaven!, de Ray Bradbury (posteriormente revisado e incluido en Crónicas Marcianas como "La tercera expedición"), donde utilizan habilidades telepáticas para hacerse pasar por los seres queridos fallecidos de los humanos antes de matarlos. Las representaciones cómicas de los malvados marcianos aparecen en la novela de 1954 Martians, Go Home, de Fredric Brown, donde son hombrecillos verdes que causan estragos sacando a la luz secretos y mentiras; en la forma del personaje de dibujos animados Marvin el Marciano introducido en el cortometraje de 1948 Haredevil Hare, que pretende destruir la Tierra para ver mejor Venus; y en la película de 1996 Mars Attacks!, un pastiche de las películas de invasiones alienígenas de los años 50.

### Decadentes

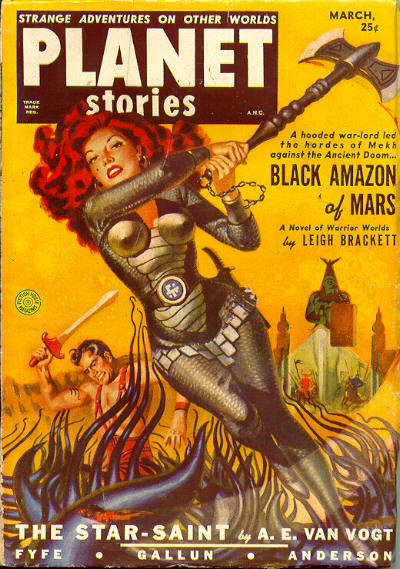
Las representaciones decadentes de los marcianos fueron popularizadas por Edgar Rice Burroughs, inspirando a muchos autores como Leigh Brackett. Aquí se ve la portada de marzo de 1951 de Planet Stories, con la "Amazona negra de Marte" de Brackett.

La concepción de los marcianos como decadentes se derivó en gran medida de la visión de Marte de Percival Lowell. La primera aparición de marcianos caracterizados por su decadencia en una obra de ficción fue en la novela de 1905 Lieut. Gullivar Jones: His Vacation, de Edwin Lester Arnold, uno de los primeros ejemplos del subgénero romántico planetario. La idea fue desarrollada y popularizada por Edgar Rice Burroughs en la serie Barsoom, de 1912-1943, a partir de Una Princesa de Marte. Burroughs presenta un Marte necesitado de la intervención humana para recuperar su vitalidad, un lugar donde la violencia ha sustituido al deseo sexual. El crítico de ciencia ficción Robert Crossley, en el libro de no ficción de 2011 Imagining Mars: A Literary History, identifica la obra de Burroughs como el ejemplo arquetípico de lo que denomina "fantasías masculinistas", en las que "los viajeros varones esperan encontrar princesas en Marte y dedican gran parte de su tiempo a cortejarlas o a protegerlas". Esta versión de Marte funciona también como una especie de representación del antiguo viejo Oeste, donde el protagonista, John Carter, un veterano confederado de la guerra de Secesión que adquiere una fuerza sobrehumana gracias a la menor gravedad de Marte, se encuentra con marcianos indígenas que representan a los nativos americanos.
La visión de Marte de Burroughs ejercería una influencia similar a la de Wells, aunque sin alcanzarla, e inspiraría las obras de muchos otros autores, como los relatos de C. L. Moore sobre Northwest Smith, a partir del cuento "Shambleau", de 1933. Otra autora que siguió los pasos de Burroughs en el retrato decadente de Marte y sus habitantes, aunque actualizando la política para reflejar las actitudes cambiantes hacia el colonialismo y el imperialismo en los años intermedios, fue Leigh Brackett, la "reina del romance planetario". Las obras de Brackett en esta línea incluyen el relato corto de 1940 Martian Quest y la novela de 1944 Shadow Over Mars, así como los relatos sobre Eric John Stark, entre ellos el relato corto de 1949 Queen of the Martian Catacombs y el relato corto de 1951 Black Amazon of Mars (posteriormente ampliados en las novelas de 1964 The Secret of Sinharat y People of the Talisman, respectivamente).
Los marcianos decadentes también aparecen en muchas otras historias. La novela de 1933 Cat Country, del escritor chino de ciencia ficción Lao She, retrata a marcianos felinos superados por vicios como la adicción al opio y la corrupción como vehículo para la sátira de la sociedad china contemporánea. En la película de 1950 Rocketship X-M, los marcianos son representados como cavernícolas desfigurados que habitan un páramo estéril, descendientes de los pocos supervivientes de un holocausto nuclear; en la novela de 1963 The Man Who Fell to Earth, de Walter Tevis, un superviviente del holocausto nuclear en Marte viene a la Tierra en busca de refugio, pero la encuentra igualmente corrupta y degenerada. Invirtiendo la premisa de Stranger in a Strange Land de Heinlein, en el relato de 1963 "A Rose for Ecclesiastes" de Roger Zelazny, los marcianos decadentes reciben la visita de un predicador de la Tierra.

### El pasado y la vida no humanoide
En algunas historias en las que Marte no está habitado por formas de vida humanoides, lo estuvo en el pasado o está habitado por otros tipos de vida. Las ruinas de civilizaciones marcianas extinguidas aparecen en el relato "Lost Art", de George O. Smith, de 1943, en el que se recrea su máquina de movimiento perpetuo y en el relato "Omnilingual", de H. Beam Piper, de 1957, en el que los científicos intentan descifrar su lengua de cincuenta mil años de antigüedad. La novela de 1933 The Outlaws of Mars, de Otis Adelbert Kline, y la novela de 1949 The Sword of Rhiannon, de Leigh Brackett, emplean el viaje en el tiempo para situar las historias en el pasado, cuando Marte aún estaba vivo.
El relato de 1934 Una Odisea Marciana, de Stanley G. Weinbaum, contiene lo que Webster describe como "los primeros extraterrestres realmente alienígenas" de la ciencia ficción, en contraste con las anteriores representaciones de los marcianos como monstruos o esencialmente humanos. El relato abrió nuevos caminos al describir un ecosistema marciano totalmente distinto al de la Tierra (habitado por especies de anatomía extraña y comportamiento inescrutable) y al describir la vida extraterrestre como no humana e inteligente sin ser hostil. En particular, se descubre que una criatura marciana llamada Tweel es inteligente pero tiene procesos de pensamiento totalmente inhumanos, lo que crea una barrera lingüística impenetrable entre el alienígena y el humano con el que se encuentra y se ven limitados a comunicarse a través del lenguaje universal de las matemáticas. Asimov diría más tarde que esta historia respondía al reto que el editor de ciencia ficción John W. Campbell planteó a los escritores de ciencia ficción en la década de 1940: escribir una criatura que pensara al menos tan bien como los humanos, pero no como los humanos.
En la novela de C. S. Lewis Más Allá del Planeta Silencioso, de 1938, aparecen en Marte tres especies diferentes de formas de vida inteligentes, de las cuales sólo una es humanoide. En el relato corto de 1943 The Cave, de P. Schuyler Miller, las formas de vida perduran en Marte mucho después de que la civilización que existía allí se haya extinguido por colapso ecológico. La novela de 1951 The Sands of Mars, de Arthur C. Clarke, presenta algo de vida autóctona en forma de plantas productoras de oxígeno y criaturas marcianas parecidas a los marsupiales terrestres, pero por lo demás describe un entorno mayoritariamente desolado, reflejo de los datos que surgían entonces sobre la escasez de recursos vitales en Marte. Otras novelas de los años 50 se limitaban igualmente a formas de vida rudimentarias, como líquenes y plantas rodadoras, que podrían existir en ausencia de una atmósfera apreciable o de cantidades de agua.

### Marte sin vida

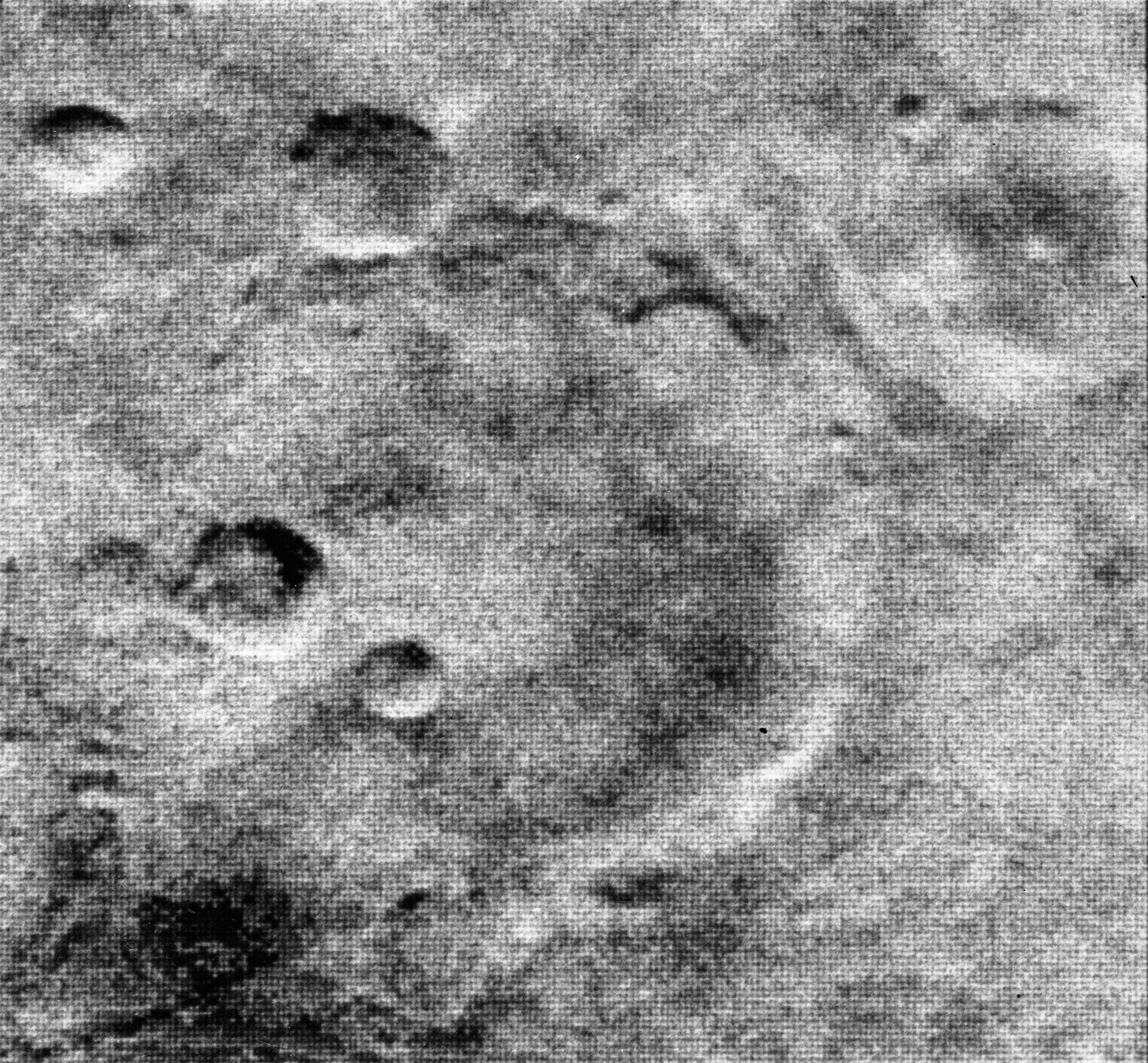
Los datos aportados por las misiones de exploración de Marte en las décadas de 1960 y 1970, como esta fotografía de la sonda Mariner 4, hicieron que las historias de vida en Marte pasaran de moda.

A la luz de las sondas Mariner y Viking a Marte entre 1965 y 1976, que revelaron las condiciones inhóspitas del planeta, casi toda la ficción empezó a retratar Marte como un mundo sin vida. La decepción de descubrir que Marte es hostil a la vida se refleja en la novela de 1970 Die Erde ist nah, del escritor checo de ciencia ficción Luděk Pešek, que describe a los miembros de una expedición astrobiológica a Marte desesperados al darse cuenta de que su búsqueda de vida es inútil. Un puñado de autores aún encontró formas de situar la vida en el planeta rojo: existe vida microbiana en Marte en la novela de 1977 The Martian Inca, de Ian Watson, y se encuentra vida inteligente hibernando allí en el relato corto de 1977 In the Hall of the Martian Kings, de John Varley. Con el cambio de milenio, la idea de vida microbiana en Marte ganó popularidad, apareciendo en la novela de 1999 The Martian Race, de Gregory Benford, y en la novela de 2001 The Secret of Life, de Paul J. McAuley.

## Supervivencia humana
A mediados del siglo XX, las historias sobre un Marte habitado cayeron en desuso debido a la creciente evidencia de la naturaleza inhóspita del planeta y fueron sustituidas por historias sobre la resistencia a las duras condiciones del planeta. Entre los temas de esta tradición se incluyen la colonización, la terraformación y las historias de pura supervivencia.

### Colonización
La colonización de Marte se convirtió en uno de los temas principales de la ciencia ficción de los años 50. La obra central de la ficción marciana de esta época fue la novela fix-up de Ray Bradbury de 1950 Crónicas Marcianas, que contiene una serie de relatos vagamente conectados que describen las primeras décadas de los esfuerzos humanos por colonizar Marte. A diferencia de obras posteriores sobre este tema, Crónicas Marcianas no hace ningún intento de realismo (Marte tiene una atmósfera respirable, por ejemplo, a pesar de que los análisis espectrográficos no habían revelado en ese momento cantidades detectables de oxígeno); Bradbury dijo que "Marte es un espejo, no un cristal", un vehículo para el comentario social en lugar de intentar predecir el futuro. En el libro se abordan temas contemporáneos como el macartismo en Usher II, la segregación racial y los linchamientos en Estados Unidos en Way in the Middle of the Air y la ansiedad nuclear. También hay varias alusiones a la colonización europea de América: las primeras misiones a Marte del libro se encuentran con marcianos, con referencias directas tanto a Hernán Cortés como al Sendero de Lágrimas, pero la población indígena pronto se extingue debido a la varicela, en un paralelismo con las epidemias de suelo virgen que devastaron a las poblaciones nativas americanas como resultado del intercambio colombino.
La mayoría de las obras sobre la colonización de Marte intentan describir de forma realista los retos que supone. El entorno hostil del planeta es contrarrestado por los colonos que llevan sistemas de soporte vital en obras como la novela de 1951 Las Arenas de Marte, de Arthur C. Clarke, y el relato corto de 1966 We Can Remember It for You Wholesale, de Philip K. Dick, los primeros colonos durante el proceso de terraformación, que dura siglos, en el relato corto de 1953 Crucifixus Etiam de Walter M. Miller Jr. dependen de una máquina que oxigena su sangre a partir de la delgada atmósfera, y la escasez de oxígeno, incluso después de generaciones de terraformación, obliga a los colonos a vivir en una ciudad abovedada en la novela de 1953 Police Your Planet de Lester del Rey. En la novela fix-up de 1955 Alien Dust, de Edwin Charles Tubb, los colonos no pueden volver a la Tierra porque la inhalación del polvo marciano les ha provocado neumoconiosis y la baja gravedad les ha atrofiado los músculos. La novela Outpost Mars, de 1952, de Cyril Judd (seudónimo conjunto de Cyril M. Kornbluth y Judith Merril) gira en torno a un intento de hacer económicamente sostenible una colonia de Marte mediante la extracción de recursos.
Las colonias de Marte que buscan la independencia de la Tierra o se rebelan contra ella son un motivo recurrente; en Police Your Planet, de Lester del Rey, la Tierra precipita una revolución utilizando los disturbios contra el alcalde corrupto de la colonia como pretexto para someter a Marte a un control terrícola más firme, y en Alien Dust, de Tubb, los colonos amenazan a la Tierra con armas nucleares a menos que se satisfagan sus demandas de los recursos necesarios. En el relato corto de 1952 The Martian Way, de Isaac Asimov, los colonos marcianos extraen agua de los anillos de Saturno para no depender de la importación de agua de la Tierra. Además de los conflictos directos con la Tierra, las colonias de Marte reciben otro tipo de trato desfavorable en varias obras. Marte es una colonia en ruinas y descuidada en favor de lugares fuera del sistema solar en la novela de 1967 Born Under Mars, de John Brunner, un lugar donde se exilian disidentes políticos y criminales en Police Your Planet, y el emplazamiento de una auténtica colonia penitenciaria en la novela de 1966 Farewell, Earth's Bliss, de David G. Compton. La visión de Marte como colonia penitenciaria se repite en la serie de manga Star Red del autor japonés de ciencia ficción Moto Hagio (1978-1979), un homenaje a Crónicas Marcianas de Bradbury. El tema de la independencia fue adoptado por las representaciones en pantalla de las colonias de Marte en la década de 1990 en obras como la película de 1990 Total Recall (una adaptación de We Can Remember It for You Wholesale de Dick) y la serie de televisión de 1994-1998 Babylon 5, ahora tanto en lo que respecta a los gobiernos terrestres como, probablemente inspirada por la aparición de los reaganómicos, sobre todo a las corporaciones.

### Terraformación

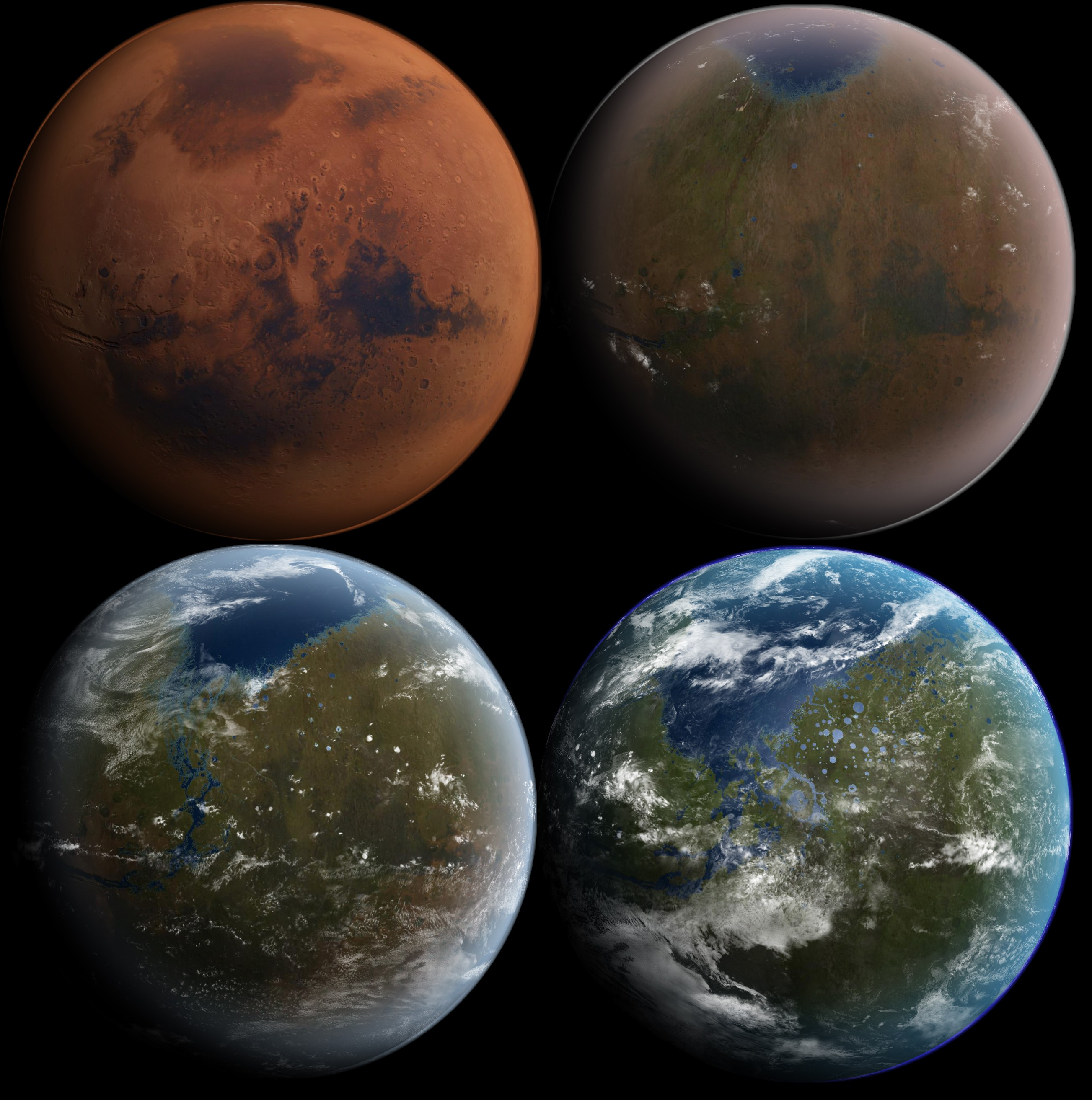
Algunas obras representan la terraformación de Marte para permitir la habitabilidad humana.

The Sands of Mars, de Clarke, presenta una de las primeras representaciones de la terraformación de Marte para hacerlo más hospitalario a la vida humana; en la novela, la atmósfera de Marte se hace respirable mediante plantas que liberan oxígeno de los minerales del suelo marciano y el clima se mejora creando un sol artificial. El tema apareció ocasionalmente en otras obras de la década de 1950, como la mencionada Crucifixus Etiam y Police Your Planet, pero cayó en desuso en la década de 1960, al hacerse evidente la magnitud de los retos asociados. En la década de 1970, la literatura marciana en su conjunto había sucumbido en su mayor parte al desaliento de encontrar tan hostiles las condiciones del planeta y las historias ambientadas en Marte se hicieron mucho menos comunes de lo que habían sido en décadas anteriores.
A finales de la década de 1970 resurgió la popularidad del tema de la terraformación a la luz de los datos de las sondas Viking, que sugerían que en Marte podría haber cantidades sustanciales de agua no líquida y subterránea; entre las primeras obras de este tipo se encuentran la novela de 1977 The Martian Inca, de Ian Watson, y la novela de 1978 A Double Shadow, de Frederick Turner. A lo largo de la década de 1980 siguieron apareciendo obras que describían la terraformación de Marte. La novela de 1984 The Greening of Mars, de James Lovelock y Michael Allaby, un estudio sobre cómo se podría colonizar y terraformar Marte presentado en forma de relato de ficción, influyó tanto en la ciencia como en la ficción. Kim Stanley Robinson fue uno de los primeros escritores prolíficos sobre el tema con el relato corto de 1982 Exploring Fossil Canyon, la novela de 1984 Icehenge y el relato corto de 1985 Green Mars. Turner retomó el concepto en 1988 con Génesis, un poema épico de 10.000 versos escrito en pentámetro yámbico e Ian McDonald combinó la terraformación con el realismo mágico en la novela de 1988 Desolation Road.
En la década de 1990, la terraformación se había convertido en el tema predominante de la ficción marciana. Se han descrito varios métodos para llevarla a cabo, como los antiguos artefactos alienígenas en la película de 1990 El Vengador del Futuro y la novela de 1997 Mars Underground de William Kenneth Hartmann, la utilización de formas de vida animales autóctonas en la novela de 1991 Martian Rainbow de Robert L. Forward, y la reubicación de todo el planeta en un nuevo sistema solar en la novela de 1993 Moving Mars de Greg Bear. La novela de 1993 Red Dust, de Paul J. McAuley, retrata Marte en el proceso de volver a su estado natural tras un intento abandonado de terraformarlo. Con un Marte colonizado principalmente por China, Red Dust también pertenece a una tradición de retratar un Marte multicultural que se desarrolló paralelamente al auge del tema de la terraformación. Otras obras de este tipo son la novela Crescent in the Sky, de Donald Moffitt, de 1989, en la que los árabes aplican su experiencia de supervivencia en condiciones desérticas a la vida en su nuevo califato en un Marte parcialmente terraformado y la novela The Martian Viking, de Tim Sullivan, de 1991, en la que Marte es terraformado por los gautas liderados por Hygelac.
La obra de ficción más destacada que trata el tema de la terraformación de Marte es la Trilogía Marciana de Kim Stanley Robinson (compuesta por las novelas Red Mars (Marte Rojo) de 1992, Green Mars de 1993 y Blue Mars de 1996), una historia de ciencia ficción dura sobre un proyecto de las Naciones Unidas en el que 100 científicos cuidadosamente seleccionados son enviados a Marte para iniciar el primer asentamiento allí. La serie explora en profundidad las consideraciones prácticas e ideológicas implicadas, la principal de las cuales es si convertir Marte en "Verde" mediante la terraformación o mantenerlo en su prístino estado "Rojo". Otros temas importantes, además de la ética de la terraformación, son la organización social y económica de la emergente sociedad marciana y su relación política con la Tierra y los intereses económicos multinacionales que financian la misión, retomando los temas anteriores de Marte como escenario de una utopía,, aunque en este caso una en ciernes y no preexistente y la lucha marciana por la independencia de la Tierra.
También se han explorado alternativas a la terraformación. El enfoque opuesto de modificar a los humanos para adaptarlos al entorno existente, conocido como pantropía, aparece en la novela de 1976 Man Plus, de Frederik Pohl, pero por lo demás ha sido escasamente descrito. El conflicto entre la pantropía y la terraformación se explora en la novela de 1994 Climbing Olympus, de Kevin J. Anderson, ya que los humanos que han sido "areoformados" para sobrevivir en Marte no desean que el planeta sea alterado para acomodar a los humanos no modificados a su costa. Otras obras en las que se evita la terraformación en favor de otras alternativas son la novela de 1996 River of Dust, de Alexander Jablokov, en la que los colonos crean un entorno habitable excavando bajo tierra, y la novela de 1999 White Mars, or, The Mind Set Free: A 21st-Century Utopia, de Brian Aldiss y Roger Penrose, en la que se da prioridad a la conservación del medio ambiente y los humanos viven en ciudades con cúpulas.

### Robinsonada
Las robinsonadas marcianas, historias de astronautas varados en Marte, surgieron en la década de 1950 con obras como la novela de 1952 Marooned on Mars, de Lester del Rey, la novela de 1956 Viernes en Marte, de Rex Gordon, y el relato corto de 1959 The Man Who Lost the Sea, de Theodore Sturgeon. Crossley escribe que No Man Friday es en algunos aspectos una "antirobinsonada", en la medida en que rechaza las actitudes colonialistas subyacentes y presenta a los marcianos como más avanzados que los humanos, en lugar de menos. Las robinsonadas siguieron siendo populares a lo largo de la década de 1960; algunos ejemplos son la novela de 1966 Welcome to Mars, de James Blish, y la película de 1964 Robinson Crusoe on Mars, esta última basada de forma significativa aunque no oficial en No Man Friday. El subgénero se retomó posteriormente con la novela de 2011 The Martian, de Andy Weir, y su adaptación cinematográfica de 2015, en la que un astronauta abandonado accidentalmente por la tercera misión a Marte utiliza los recursos de que dispone para sobrevivir hasta el momento en que pueda ser rescatado.

## Representaciones nostálgicas

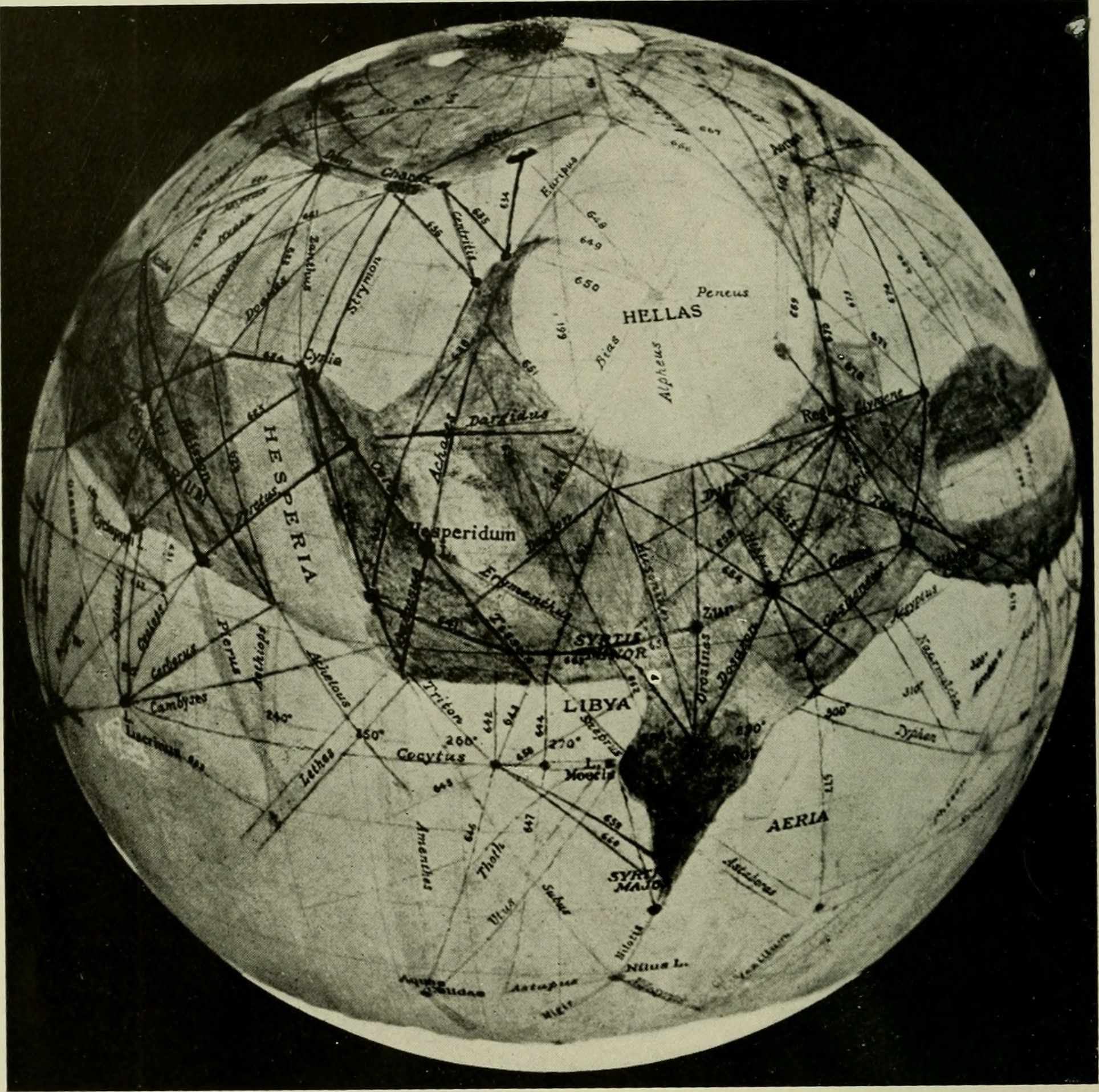
Globo terráqueo de Marte basado en el dibujo de Percival Lowell, con los supuestos canales marcianos

Aunque a mediados del siglo XX la mayoría de los relatos reconocían que los avances de la ciencia planetaria habían dejado obsoletas las nociones anteriores sobre las condiciones de Marte y describían el planeta en consecuencia, algunos seguían presentando una versión romántica de Marte en lugar de una realista. Además de los relatos de la novela fix-up de Ray Bradbury Crónicas Marcianas, de 1950, otro ejemplo temprano fue la novela de Robert A. Heinlein Red Planet, de 1949, en la que Marte tiene una atmósfera respirable (aunque delgada), un ecosistema diverso que incluye marcianos sensibles y canales Lowellianos. Los canales marcianos siguieron siendo un símbolo destacado de esta visión más tradicional de Marte, apareciendo tanto en obras desenfadadas como la novela de 1954 ¡Marciano, Vete a Casa!, de Fredric Brown, como en otras más serias como la novela de 1963 The Man Who Fell to Earth, de Walter Tevis, y la novela de 1964 Martian Time-Slip, de Philip K. Dick. Algunas obras intentaron conciliar ambas visiones de Marte; un ejemplo es la novela de 1952 Marooned on Mars, de Lester del Rey, donde los presuntos canales resultan ser hileras de vegetales y la única vida animal es primitiva.
Con el comienzo de la Era Espacial, se acentuó la brecha entre la representación de Marte tal como era y tal como se había imaginado y los descubrimientos realizados por la Mariner 4 en 1965 la consolidaron. Algunos autores simplemente ignoraron los descubrimientos científicos, como Lin Carter, que incluyó marcianos inteligentes en la novela de 1973 The Man Who Loved Mars y Leigh Brackett, que declaró en el prólogo de The Coming of the Terrans, una colección de relatos cortos anteriores de 1967, que "en los asuntos de los hombres y los marcianos, los meros hechos ocupan un pobre segundo lugar frente a la Verdad, que es poderosa y prevalecerá". Otros eran conscientes de ello y utilizaron soluciones alternativas: Frank Herbert inventó el planeta extrasolar Arrakis para su novela Dune (1965) en lugar de ambientarla en Marte; Robert F. Young ambientó en 1957 su relato The First Mars Mission para no tener que tener en cuenta los descubrimientos de la Mariner 4; y Colin Greenland ambientó en el siglo XIX su novela Harm's Way (1993), con conceptos científicos como el éter luminífero. La novela de 1965 The Alternate Martians, de A. Bertram Chandler, se basa en la premisa de que las representaciones de Marte que aparecen en las historias más antiguas no son incorrectas, sino que reflejan universos alternativos; el libro está dedicado al "Marte que solía ser, pero que nunca fue". El afán por recuperar la visión romántica de Marte se refleja como parte de la historia en la novela de 1968 Do Androids Dream of Electric Sheep? de Philip K. Dick, donde los habitantes de un Marte desolado disfrutan leyendo viejas historias sobre el Marte lleno de vida que nunca fue, así como en la novela de 1989 The Barsoom Project, de Steven Barnes y Larry Niven, donde la versión fantástica de Marte se recrea como un parque de atracciones.

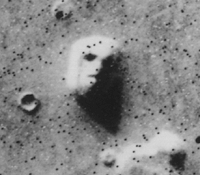
La llamada "Cara en Marte", fotografiada por Viking 1 en 1976 (los puntos negros son errores en los datos). Las imágenes posteriores de mayor calidad (como ésta de Mars Global Surveyor en 2001) no se asemejan a una cara.

Tras la llegada de las sondas Viking en 1976, la llamada "Cara de Marte" desbancó a los canales marcianos como símbolo central de las representaciones nostálgicas de Marte. La "Cara" es una formación rocosa de la región de Cydonia, en Marte, fotografiada por primera vez por el orbitador Viking 1 en condiciones que la asemejaban a un rostro humano; fotografías de mayor calidad tomadas por sondas posteriores en condiciones de iluminación diferentes revelaron que se trataba de un caso de pareidolia. Fue popularizada por Richard C. Hoagland, que la interpretó como una construcción artificial de extraterrestres inteligentes y ha aparecido en obras de ficción como la novela de 1992 Labyrinth of Night, de Allen Steele, el relato corto de 1995 The Great Martian Pyramid Hoax, de Jerry Oltion, y la novela de 1998 Semper Mars, de Ian Douglas. Fuera de la literatura, ha aparecido en el episodio de 1993 "Espacio" de The X-Files, en la película de 2000 Mission to Mars y en el episodio de 2002 Where the Buggalo Roam de la serie de televisión animada Futurama.
Durante el cambio de milenio han seguido apareciendo homenajes deliberadamente nostálgicos a obras antiguas. En la novela de 1999 Rainbow Mars, de Larry Niven, un viajero en el tiempo va a visitar el pasado de Marte, pero en su lugar aparece en el universo paralelo del pasado ficticio de Marte y se encuentra con las creaciones de autores de ciencia ficción como H. G. Wells y Edgar Rice Burroughs. Los relatos recogidos en la antología de 2002 Mars Probes, de Peter Crowther, rinden homenaje a las obras de Stanley G. Weinbaum y Leigh Brackett, entre otros. Arcoíris La antología de 2013 Old Mars, editada por George R. R. Martin y Gardner Dozois, consiste en relatos recién escritos en el estilo romántico planetario de relatos más antiguos cuyas visiones de Marte han quedado desfasadas; Martin lo comparó con la práctica común de ambientar las películas del Oeste en una versión romantizada del Viejo Oeste en lugar de una más realista.

## Primeros aterrizajes y presencia humana en un futuro próximo
Las historias sobre la primera misión humana a Marte se popularizaron después de que el presidente estadounidense George H. W. Bush anunciara en 1989 la Iniciativa de Exploración Espacial, que proponía lograr esta hazaña en 2019, aunque el concepto ya había aparecido antes indirectamente en la película de 1977 Capricorn One, en la que la NASA finge el aterrizaje en Marte. Entre ellas se encuentran la novela Beachhead, de Jack Williamson, de 1992, y la novela Mars, de la serie Grand Tour, de Ben Bova, de 1992, en las que se hace hincapié en la esterilidad del paisaje marciano a su llegada y se contrasta con el deseo de encontrar belleza en él. La idea fue objeto de parodia en la novela de 1990 Voyage to the Red Planet, de Terry Bisson, en la que se plantea que una misión de ese tipo sólo podría conseguir financiación si se convirtiera en una película. La novela de 1996 Voyage, de Stephen Baxter, describe una historia alternativa en la que el presidente estadounidense John F. Kennedy no fue asesinado en 1963, lo que en última instancia condujo a que el primer aterrizaje en Marte se produjera en 1986. La novela de 1999 The Martian Race, de Gregory Benford, adapta a la ficción la propuesta Mars Direct del ingeniero aeroespacial Robert Zubrin, en la que se describe un concurso del sector privado para llevar a cabo el primer aterrizaje tripulado en Marte con una cuantiosa recompensa económica. Zubrin escribiría más tarde una historia propia en la misma línea: la novela First Landing, de 2001. En una variación del tema, el relato corto de Ian McDonald de 2002 The Old Cosmonaut and the Construction Worker Dream of Mars, incluido en la mencionada antología Mars Probes, retrata el persistente anhelo de Marte en un futuro en el que el primer aterrizaje previsto en Marte fue cancelado y la era de la exploración espacial ha llegado a su fin sin que el sueño de una misión humana a Marte se haya hecho realidad.
Más allá de los acontecimientos del primer aterrizaje tripulado en Marte, en este periodo también aumentaron las representaciones de las primeras fases de exploración y colonización en un futuro próximo, especialmente tras los lanzamientos en 1996 de las sondas Mars Pathfinder y Mars Global Surveyor. En la novela de 1991 Red Genesis, de S. C. Sykes, la colonización de Marte comienza en 2015, aunque la mayor parte de la narración se sitúa décadas más tarde y se centra en los retos sociales, más que técnicos, del proyecto. La novela de 1997 Mars Underground, de William K. Hartmann, también trata de los primeros esfuerzos por establecer una presencia humana permanente en el planeta rojo. Los miembros de la tercera misión humana a Marte se ven obligados a atravesar la superficie del planeta en la novela de 2000 Mars Crossing, de Geoffrey A. Landis, para alcanzar un vehículo de retorno de una misión anterior después de que el suyo sufriera daños irreparables.

## En el nuevo milenio
Marte, ofrece un escenario accesible y en cierto modo conocido, pero algo misterioso, para todo tipo de historias imaginativas. Por esta razón, a los videojuegos les encanta utilizar mapas o temas relacionados con Marte: colonización, viajes espaciales, sociedades moribundas y distópicas, asentamientos de investigación científica que salen mal, guerras cósmicas, alienígenas, lo desconocido.
— Nicky Jenner, 4th Rock from the Sun: The Story of Mars 

En el año 2000, Westfahl estimó que el número total de obras de ficción que trataban sobre Marte hasta ese momento superaba las cinco mil. Las representaciones de Marte han seguido siendo comunes desde entonces, aunque sin una tendencia general clara; más bien, según The Encyclopedia of Science Fiction, la ficción sobre Marte "se ha ramificado en varias direcciones". En este periodo de tiempo han aparecido películas de monstruos ambientadas en Marte, como la película de 2001 Ghosts of Mars, la película de 2005 Doom (basada en la franquicia de videojuegos) y la película de 2013 The Last Days on Mars. En la novela de 2003 Ilium, de Dan Simmons, y su secuela de 2005 Olympos, se recrea la guerra de Troya en Marte, y la película de animación de 2011 Mars Needs Moms retoma el viejo tema de los malvados marcianos que vienen a la Tierra, aunque con ambiciones más modestas que las de lanzar una invasión total. La serie de novelas The Expanse de James S. A. Corey (seudónimo conjunto de Daniel Abraham y Ty Franck), de 2011 a 2021, que comienza con Leviathan Wakes, es una opera espacial ambientada en parte en Marte, basada originalmente en un juego de rol y adaptada posteriormente a una serie de televisión a partir de 2015. La novela de Tom Chmielewski Lunar Dust, Martian Sands, de 2014, es una obra de ficción negra ambientada parcialmente en Marte. The Martian, libro y película, es ciencia ficción dura; el equipo de producción describió la adaptación cinematográfica como "tan ciencia real como ciencia ficción". Con motivo del centenario de Una Princesa de Marte de Burroughs, en 2012 se publicaron tanto la adaptación cinematográfica John Carter como una antología de nueva ficción de Barsoom, Under the Moons of Mars: New Adventures on Barsoom, editada por John Joseph Adams. En la ciencia ficción polaca, la novela Mars de Rafał Kosik, publicada en 2003, describe a personas que emigran a Marte para escapar de una Tierra asolada por la superpoblación y en 2021 se publicó una antología de relatos cortos titulada Mars: Antologia polskiej fantastyki. Marte también ha aparecido con frecuencia en los videojuegos; por ejemplo, el juego Red Faction de 2001, ambientado en Marte y el juego Destiny de 2014, en el que Marte es un escenario desbloqueable. Además, Marte sigue apareciendo con regularidad en historias en las que no es el tema principal, como en la novela Marsbound, de Joe Haldeman, publicada en 2008. Dice Crossley: "No se puede profetizar adónde irá el Marte imaginario a medida que se desarrolle el siglo XXI, porque, sin duda, talentos improbables, originales y magistrales trabajarán nuevas variaciones sobre el asunto de Marte"Arcoíris.

## Lunas

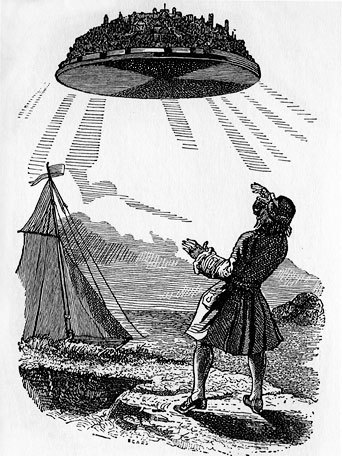
La isla flotante de Laputa en Los Viajes de Gulliver. La mención de que sus astrónomos han descubierto dos lunas marcianas es su primera aparición en la ficción.

Marte tiene dos pequeñas lunas, Fobos y Deimos, ambas descubiertas por Asaph Hall en 1877. La primera aparición de las lunas de Marte en la ficción es anterior a su descubrimiento en siglo y medio; la novela satírica de 1726 Los viajes de Gulliver, de Jonathan Swift, incluye una mención a que los astrónomos avanzados de Laputa han descubierto dos lunas marcianas. La obra Micromegas de Voltaire, de 1752, menciona asimismo dos lunas de Marte; el historiador de la astronomía William Sheehan conjetura que Voltaire se inspiró en Swift. El astrónomo alemán Eberhard Christian Kindermann, creyendo erróneamente haber descubierto una luna marciana, describió un viaje ficticio a ella en el relato de 1744 Die Geschwinde Reise.
El pequeño tamaño de las lunas las ha convertido en escenarios poco populares en la ciencia ficción, con algunas excepciones como la novela de 1955 Phobos, the Robot Planet, de Paul Capon, y el relato corto de 2001 Romance with Phobic Variations, de Tom Purdom, en el caso de Fobos y el relato corto de 1936 Crystals of Madness de D. L. James, en el caso de Deimos. Fobos se convierte en una pequeña estrella para proporcionar calor y luz a Marte en la novela de 1951 The Sands of Mars, de Arthur C. Clarke. Las lunas se revelan como naves extraterrestres en la novela juvenil de 1955 The Secret of the Martian Moons, de Donald A. Wollheim.

## Lecturas complementarias
- Ashley, Mike (2018). «Introduction». Lost Mars: Stories from the Golden Age of the Red Planet (en inglés). University of Chicago Press. pp. 7-26. ISBN 978-0-226-57508-7.
- Bakoš, Juraj (2016). «Northrop Frye Flies to Mars: Theory of Modes across Martian Fiction».  En Suk, Jan, ed. Hradec Králové Journal of Anglophone Studies (en inglés) 3 (1): 20-25. ISSN 2336-3347.
- Ballero, Silvia Kuno (31 de julio de 2018). «Visioni di Marte» (en italiano). Archivado desde el original el 1 de febrero de 2023. Consultado el 19 de mayo de 2023.
- Baxter, Stephen (1996). «Martian Chronicles: Narratives of Mars in Science and SF». Science Fiction Foundation (en inglés) (Foundation (journal)) (68): 5-16. ISSN 0306-4964.
- Booker, M. Keith (2020). «Mars». Historical Dictionary of Science Fiction Cinema (en inglés) (2 edición). Rowman & Littlefield. pp. 274-276. ISBN 978-1-5381-3010-0.
- Calanchi, Alessandra (2022). «Out of Exception, Into Emergency: Fast-forward to Earth Zero». RSA Journal (en inglés) (AISNA) (33): 29-46. OCLC 742528412.
- Cambias, James L. (2002). «Mars Observed». GURPS Mars (en inglés). Steve Jackson Games. pp. 5-12. ISBN 978-1-55634-534-0.
- Clark, Stuart, ed. (2022). The Book of Mars: An Anthology of Fact and Fiction (en inglés). Bloomsbury Publishing. ISBN 978-1-80110-929-1.
- Crossley, Robert (2000). «Sign, Symbol, Power: The New Martian Novel».  En Sandison, Alan, ed. Histories of the Future: Studies in Fact, Fantasy and Science Fiction (en inglés). Springer. pp. 152-167. ISBN 978-1-4039-1929-8.
- Crossley, Robert (2004). «H. G. Wells, Visionary Telescopes, and the 'Matter of Mars'». Philological Quarterly (en inglés) (University of Iowa) 83 (1): 83-114. ISSN 0031-7977. 211162206.
- Crossley, Robert (2011). Imagining Mars: A Literary History (en inglés). Wesleyan University Press. ISBN 978-0-8195-6927-1.
- Crossley, Robert (2012). «Why Earthlings Are Attracted to Mars». Smithsonian Magazine (en inglés). ISSN 0037-7333. Archivado desde el original el 29 de enero de 2023. Consultado el 2 de septiembre de 2023.
- Fayter, Paul (2013). «'Some Eden Lost in Space': The wider contexts of Frederick Philip Grove's 'The Legend of the Planet Mars' (1915)» (en inglés). McMaster University. Archivado desde el original el 18 de marzo de 2020.
- Fraknoi, Andrew (enero de 2024). «Science Fiction Stories with Good Astronomy & Physics: A Topical Index». Astronomical Society of the Pacific (en inglés). pp. 11-12. Archivado desde el original el 10 de febrero de 2024. Consultado el 23 de marzo de 2024.
- Hartzman, Marc (2020). «Mars Invades Pop Culture». The Big Book of Mars: From Ancient Egypt to The Martian, A Deep-Space Dive into Our Obsession with the Red Planet (en inglés). Quirk Books. pp. 148-201. ISBN 978-1-68369-210-2.
- Hendrix, Howard V., ed. (2014). Visions of Mars: Essays on the Red Planet in Fiction and Science (en inglés). McFarland. ISBN 978-0-7864-8470-6.
- Hotakainen, Markus (2010). «Little Green Persons». Mars: From Myth and Mystery to Recent Discoveries (en inglés). Springer Science & Business Media. pp. 201-216. ISBN 978-0-387-76508-2.
- Jenner, Nicky (2017). 4th Rock from the Sun: The Story of Mars (en inglés). Bloomsbury Publishing. ISBN 978-1-4729-2251-9.
- Killheffer, Robert K. J.; Stableford, Brian; Langford, David. «Mars».  En Clute, John, ed. The Encyclopedia of Science Fiction (en inglés) (4 edición). Consultado el 9 de mayo de 2023.
- Laskow, Sarah (5 de enero de 2016). «A Short History of Martians». Slate (magazine) (en inglés). ISSN 1091-2339. Archivado desde el original el 30 de marzo de 2023. Consultado el 1 de julio de 2023.
- Liptak, Andrew (Mayo de 2015). «Destination: Mars». Clarkesworld Magazine (en inglés) (104). ISSN 1937-7843.
- Lockard, Joe; Goggin, Peter (2023). «Teaching Mars Literature». Science & Education (en inglés) 32 (3): 821-844. Bibcode:2023Sc&Ed..32..821L. ISSN 1573-1901. doi:10.1007/s11191-022-00333-3.
- Markley, Robert (2005). Dying Planet: Mars in Science and the Imagination (en inglés). Duke University Press. ISBN 978-0-8223-8727-5.
- Martin, George R. R. (2015). «Introduction: Red Planet Blues».  En Dozois, Gardner, ed. Old Mars (en inglés). Titan Books. pp. 1-11. ISBN 978-1-78329-949-2.
- May, Andrew (2017). Destination Mars: The Story of our Quest to Conquer the Red Planet (en inglés). Icon Books. ISBN 978-1-78578-226-8.
- Miller, Thomas Kent (2016). Mars in the Movies: A History (en inglés). McFarland. ISBN 978-1-4766-2626-0.
- Mlejnek, Josef (2022). «Kráska z Marsu: Příspěvek k tématu extraterestriálních politických systémů».  En Říchová, Blanka, ed. Historik mezi politology (en checo). Charles University in Prague, Karolinum Press. pp. 207-219. ISBN 978-80-246-4995-5.
- Morrissey, Thomas J. (2000). «Ready or Not, Here We Come: Metaphors of the Martian Megatext from Wells to Robinson». Journal of the Fantastic in the Arts (en inglés) 10 (4 (40)): 372-394. ISSN 0897-0521.
- Morton, Oliver (2012). Mapping Mars: Science, Imagination and the Birth of a World (en inglés). HarperCollins Publishers. ISBN 978-0-00-739705-1.
- Moskowitz, Sam (Febrero de 1960). «To Mars And Venus in the Gay Nineties».  En Santesson, Hans Stefan, ed. Fantastic Universe (en inglés) 12 (4): 44-55. https://isfdb.org/cgi-bin/pe.cgi?18631 ISFDB series #18631.
- O'Brien, Stanley; Michalski, Nicki L.; Stanley, Ruth J. H. (Marzo de 2012). «Are There Tea Parties on Mars? Business and Politics in Science Fiction Films». Journal of Literature and Art Studies (en inglés) 2 (3): 382-396. ISSN 2159-5836. Archivado desde el original el 1 de septiembre de 2023.
- Proietti, Salvatore (20 de marzo de 2004). «America marziana» [Martian America]. Fantascienza.com (en italiano). Archivado desde el original el 23 de junio de 2021. Consultado el 19 de junio de 2023.
- Rabkin, Eric S. (2005). Mars: A Tour of the Human Imagination (en inglés). Greenwood Publishing Group. ISBN 978-0-275-98719-0.
- Sedeńko, Wojtek, ed. (2021). «Przedmowa». Mars: Antologia polskiej fantastyki [Mars: An Anthology of Polish Fantasy] (en polaco). Stalker Books. ISBN 978-83-66280-71-7.
- Shindell, Matthew (2023). For the Love of Mars: A Human History of the Red Planet (en inglés). University of Chicago Press. ISBN 978-0226821894.
- Smolik, Bartosz (2017). «Wizje podboju Marsa. Od literackiej dystopii do kluczowych decyzji politycznych» [The Vision of Conquering Mars. From Literary Dystopia to Key Political Decisions]. Annales Universitatis Paedagogicae Cracoviensis. Studia Politologica (en polaco) 18 (247): 121-123. ISSN 2081-3333. doi:10.24917/20813333.18.10. Archivado desde el original el 16 de julio de 2021.
- Stableford, Brian (2006). «Mars». Science Fact and Science Fiction: An Encyclopedia (en inglés). Taylor & Francis. pp. 281-284. ISBN 978-0-415-97460-8.
- Stanley, O'Brien; Michalski, Nicki L.; Roth, Lane; Zani, Steven J. (2018). Martian Pictures: Analyzing the Cinema of the Red Planet (en inglés). McFarland. ISBN 978-1-4766-3170-7.
- Stanway, Elizabeth (9 de enero de 2022). «Survival on Mars». Warwick University (en inglés). Archivado desde el original el 28 de febrero de 2024. Consultado el 26 de marzo de 2024.
- Stanway, Elizabeth (26 de febrero de 2023). «We are the Martians». Warwick University (en inglés). Archivado desde el original el 2 de abril de 2023. Consultado el 26 de marzo de 2024.
- Webster, Bud (1 de julio de 2006). «Mars — the Amply Read Planet». Helix SF (en inglés). https://isfdb.org/cgi-bin/pe.cgi?32655 ISFDB series #32655. Archivado desde el original el 4 de octubre de 2021. Consultado el 21 de junio de 2022.
- Westfahl, Gary (2005). «Mars». The Greenwood Encyclopedia of Science Fiction and Fantasy: Themes, Works, and Wonders (en inglés). Greenwood Publishing Group. pp. 499-501. ISBN 978-0-313-32952-4.
- Westfahl, Gary (Diciembre de 2000). «Reading Mars: Changing Images of Mars in Twentieth-Century Science Fiction». The New York Review of Science Fiction (en inglés) (148): 1, 8-13. ISSN 1052-9438.
- Westfahl, Gary (2021). «Mars and Martians». Science Fiction Literature through History: An Encyclopedia (en inglés). ABC-CLIO. pp. 427-430. ISBN 978-1-4408-6617-3.
- Westfahl, Gary (2022). «Mars—Reading Mars: Changing Images of the Red Planet». The Stuff of Science Fiction: Hardware, Settings, Characters (en inglés). McFarland. pp. 146-163. ISBN 978-1-4766-8659-2.
- Zorpette, Glenn (30 de septiembre de 2015). «At Last, the Great Martian Movie». IEEE Spectrum (en inglés). ISSN 0018-9235. Archivado desde el original el 13 de agosto de 2023. Consultado el 2 de septiembre de 2023.